# Abbasanta
Abbasanta település Olaszországban, Szardínia régióban, Oristano megyében. Lakosainak száma 2583 fő (2023. január 1.). Abbasanta Ghilarza, Norbello, Paulilatino és Santu Lussurgiu községekkel határos.

## Népesség
A település népességének változása:
| Lakosok száma | 2724 | 2689 | 2583 |
|               | 2017 | 2018 | 2023 |